# 웨스트레이크/맥아더파크역
웨스트레이크/맥아터공원역 (Westlake/MacArthur Station)은 로스앤젤레스 군 광역철도의 빨간선이랑 보라선 환승역이다.

## 역 정보

### 구조
| 1층     | 길거리                          | 출입구 (내려감), 메트로 버스 정류장                                                                     |
| 지하1층 |                                 | 출입구 (올라감), 표 사는 곳, 개찰구                                                                     |
| 지하2층 | 빨간선 보라선                   | ← 윌셔/버몬트역 Wilshire/Vermont Station ← 빨간선은 노스할리우드역, 보라선은 윌셔/웨스턴역행 (종착점행) |
| 지하2층 | 섬식 승강장, 윈쪽 출입문이 열림 | |
| 지하2층 | 빨간선 보라선                   | → 7가/메트로센터역 Westlake/MacArthur Park Station → 유니언역행 (기점행)                                |

### 열차 운행 정보

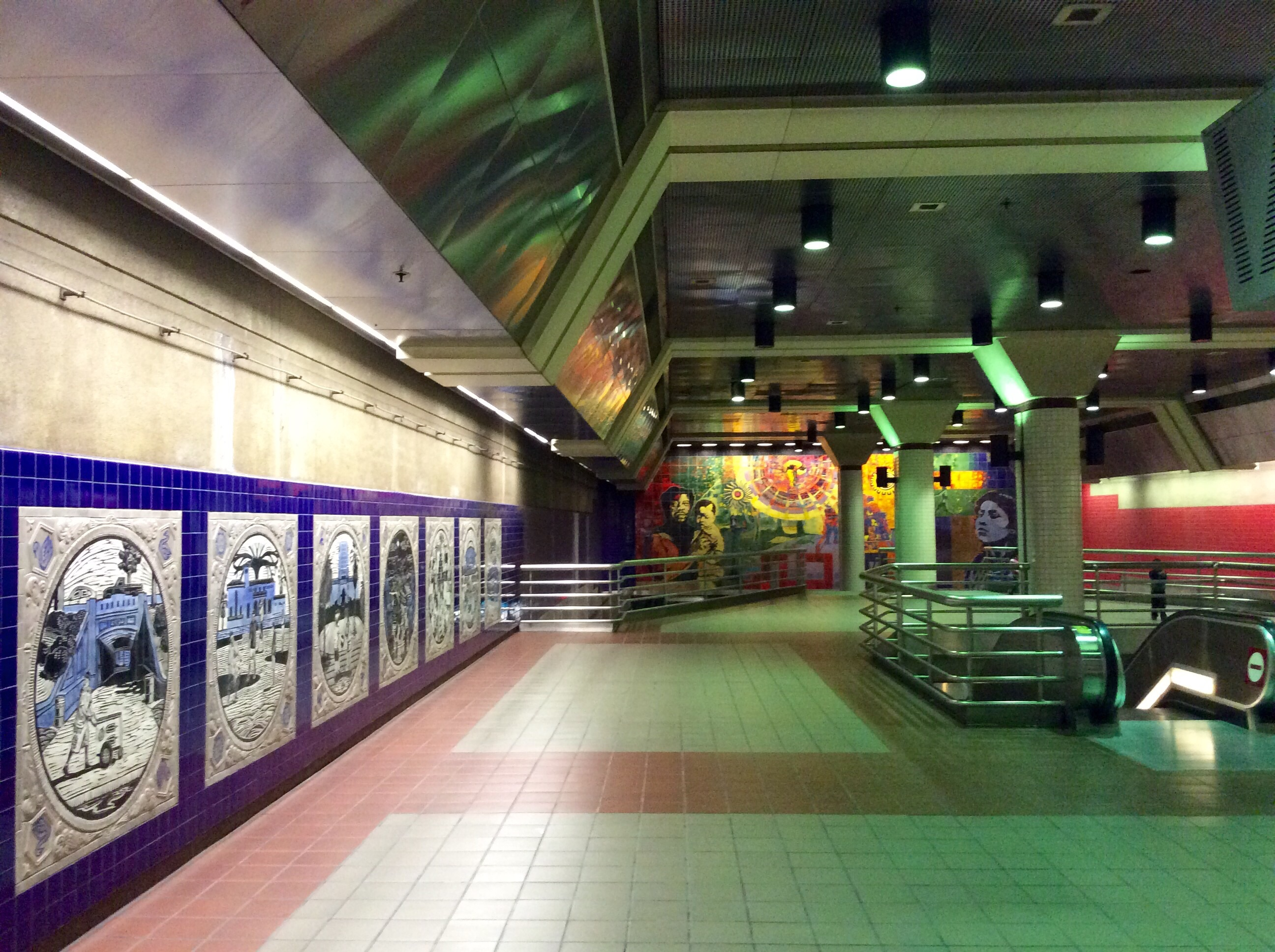
지하1층의 모습.

이 역에서는 일반 시간에 지하철 운행이 오전 5시부터 시작하여 오전 12시 45분까지 한다. 그러나 오후 9시가 지날 경우, 열차 점검이랑 검사를 실행하기 때문에 시간표가 비정확해진다고 했다.

## 연결 가능한 버스노선
| 메트로 Metro Bus        | 일반 메트로버스: 18, 20, 206 급행 메트로버스: 720 |
| LADOT                   | 일반: - DASH: -                                   |
| 푸트힐 Foothill Transit | 481                                               |
| 빅블루버스 Big Blue Bus | -                                                 |
| 기타:                   | -                                                 |